# Turks witstreepblauwtje
Het Turks witstreepblauwtje (Polyommatus iphigenia) is een vlinder uit de familie Lycaenidae. De wetenschappelijke naam is gepubliceerd in 1847 door Herrich-Schäffer.

## Verspreiding
De soort komt voor in Zuid-Griekenland (Peloponnesos), Turkije en Armenië.

## Vliegtijd
De vliegtijd is van midden juni tot eind juli in één generatie.

## Waardplanten en levensloop
De rups leeft op Onobrychis alba. De jonge rups overwintert aan de onderkant van stenen. Ze worden bezocht door de mier Lasius alienus.

## Ondersoorten
- Polyommatus iphigenia iphigenia (Herrich-Schäffer, 1847)
- Polyommatus iphigenia barthae (Pfeiffer, 1932)
  - = Lycaena iphigenia barthae Pfeiffer, 1932
- Polyommatus iphigenia araratensis (De Lesse, 1957)
  - = Agrodiaetus araratensis de Lesse, 1957
  - = Agrodiaetus korbi Forster
- Polyommatus iphigenia nonacriensis (Brown, 1976)
  - = Agrodiaetus iphigenia nonacriensis Brown, 1976
- Polyommatus iphigenia manuelae Eckweiler & Schurian, 2013